# Монцернгайм
Монцернгайм (нім. Monzernheim) — громада в Німеччині, розташована в землі Рейнланд-Пфальц. Входить до складу району Альцай-Вормс. Складова частина об'єднання громад Воннегау.
Площа — 3,95 км2. Населення становить 569 ос. (станом на 31 грудня 2020).